# Nancy Chepkwemoi
Nancy Chepkwemoi (née le 8 octobre 1993) est une athlète kényane, spécialiste des courses de demi-fond. 

## Biographie
Le 20 mars 2016, Chepkwemoi se classe 10e des championnats du monde en salle de Portland sur le 3 000 m .

### Palmarès
| Date | Compétition                    | Lieu         | Résultat | Épreuve             | Temps         |
| ---- | ------------------------------ | ------------ | -------- | ------------------- | ------------- |
| 2010 | Championnats du monde juniors  | Moncton      | 3e       | 1 500 m             | 4 min 11 s 04 |
| 2011 | Championnats du monde de cross | Punta Umbría | 6e       | Course junior       | 19 min 20 s   |
| 2011 | Championnats du monde de cross | Punta Umbría | 2e       | Par équipes juniors | 19 pts        |
| 2011 | Championnats d'Afrique juniors | Gaborone     | 2e       | 1 500 m             | 4 min 09 s 25 |
| 2012 | Championnats du monde juniors  | Barcelone    | 4e       | 1 500 m             | 4 min 09 s 72 |
| 2016 | Championnats du monde en salle | Portland     | 9e       | 3 000 m             | 9 min 07 s 63 |

### Records
| Épreuve | Performance  | Lieu    | Date         |
| ------- | ------------ | ------- | ------------ |
| 1 500 m | 4 min 3 s 09 | Watford | 27 juin 2015 |